# غبيراء كشميرية
الغبيراء الكشميرية (باللاتينية: Sorbus cashmiriana) نوع نباتي شجري يتبع جنس الغبيراء من الفصيلة الوردية.
تنتشر في كشمير وجبال الهملايا.

## زراعة
هي نوع مشهور من نباتات الزينة، يتم عادة زراعتها من اجل ثمارها، ونالت على جائزة من التجمع للبستانيين الملكي وجائزة من حديقة ميريت.